# Andrzej Szybka
Andrzej Szybka (ur. 4 maja 1945 w Pruszkowie, zm. 17 lutego 2019) – polski piłkarz ręczny, występujący na pozycji bramkarza, mistrz i reprezentant Polski.

## Kariera sportowa
Karierę rozpoczął w Ogniwie Pruszków w 1959, występował wówczas na lewym rozegraniu. Od 1962 był zawodnikiem Warszawianki, w 1963 debiutował w reprezentacji Polski juniorów, w 1964 wywalczył mistrzostwo Polski juniorów. Od 1964 reprezentował barwy Spójni Gdańsk, gdzie rozpoczął grę jako bramkarz. Jako zawodnik gdańskiego klubu zdobył trzy tytuły mistrza Polski (1968, 1969, 1970), trzy tytuły wicemistrza Polski (1965, 1973, 1974) i brązowy medal mistrzostw Polski w 1966, a także trzykrotnie Puchar Polski (1966, 1968, 1970).
W reprezentacji Polski seniorów debiutował w 1967. W 1968 zdobył brązowy medal na Światowym Festiwalu Młodzieży i Studentów. Dwukrotnie zagrał na mistrzostwach świata (1970 – 13/16 m., 1974 – 4 m.) Karierę reprezentacyjną zakończył w 1974, łącznie w I reprezentacji seniorów zagrał 44 razy.
Był absolwentem Technikum Mechanicznego w Pruszkowie (1964), w latach 1966-2005 pracował w Wojewódzkim Przedsiębiorstwie Komunikacyjnym Gdańsk-Gdynia, następnie przeszedł na emeryturę.